# Hybridklivia
Hybridklivia (Clivia × cyrtanthiflora) är en hybrid mellan kafferlilja (C. nobilis) och mönjelilja (C. miniata) och tillhör mönjeliljesläktet. Den har uppstått i kultur och förekommer inte vildväxande. 
Hybridklivia ser i stort ut som ett mellanting mellan föräldra-arterna. Den är relativt vanlig i odling och det som odlas som kafferlilja är oftast denna hybrid. Det finns många kloner i odling, men de har vanligen smalt trattlika, hängande blommor och blomfärgen varierar från blekt aprikosgul till rödorange med endast en antydan till gröna spetsar. Kafferliljan har mer rörlika blommor med tydligt gröna spetsar. Den äkta kafferliljan är sällsynt i odling.

## Odling
Hybridklivian odlas som mönjeliljan.

### Tryckta kkällor
- Walters, S.M. 1986. The European Garden Flora, vol. 1. Pteridophyta; Gymnospermae; Angiospermae — Alismataceae to Iridaceae. ISBN 0-521-24859-0